# Twin Lakes (Nowy Meksyk)
Twin Lakes – jednostka osadnicza w Stanach Zjednoczonych, w stanie Nowy Meksyk, w hrabstwie McKinley.